# Tamworth-Schwein

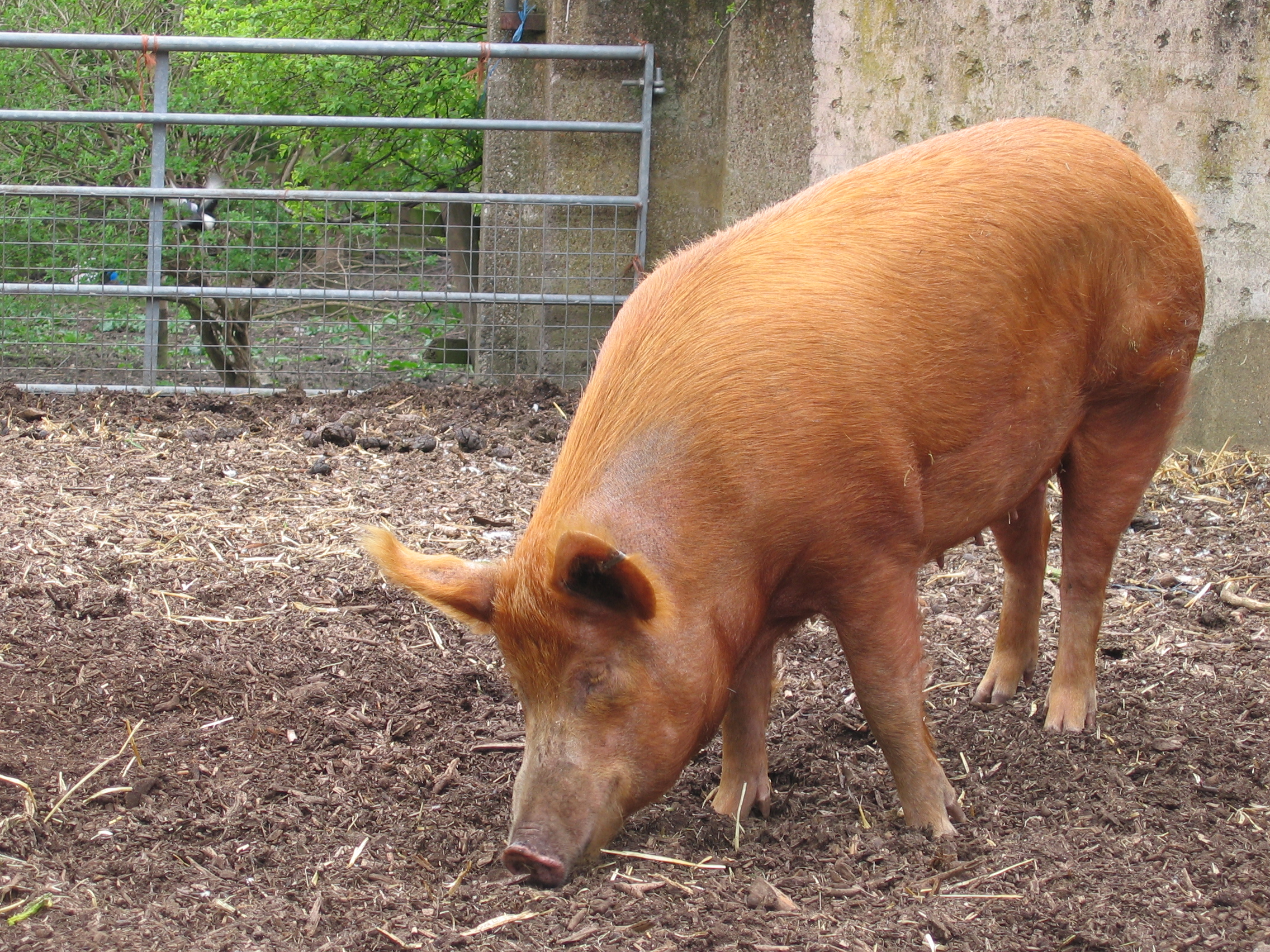
Ein Tamworth-Schwein

Das Tamworth-Schwein ist eine englische Schweinerasse, die wahrscheinlich durch Kreuzung von Wildschwein und Hausschwein im 19. Jahrhundert entstanden ist. Die Schweine sind braun und relativ langbeinig. Daher eignen sie sich für die extensive Freilandhaltung auch in unwegsamem Gelände. Sie werden auch im Rahmen des Rewilding eingesetzt.